# Rupes Recta
Rupes Recta (lat. Ravni zid) je pravocrtna rima (pukotina) na Mjesecu, na jugoistoku Mora kiša (Mare Nubium), na kordinatama  22.1 S, 7.8 W. Latinski naziv rupes recta znači "ravna brazda", ali se u hrvatskom (a i engleskom prijevodu: Straight Wall) češće koristi naziv "Ravni zid". Ovo je jedan od najpoznatijih ožiljaka na mjesečevoj površini i jedan je od najomiljenijih mjesečevih objekata astronoma amatera.
Kada Sunce obasjava ovu pukotinu pod oštrim kutom, oko 8. dana mjesečevog ciklusa, Rupes Recta baca dugačku sjenu na mjesečevu površinu i odaje dojam strme klisure. Ova je strmina dugačka oko 110 km, širina joj varira od 2 do 3 km, a visinska razlika je 240 do 300 metara. Iako se čini kao klisura, prosječni nagib je zapravo samo oko 10°.
Zapadno od pukotine nalazi se krater Birt, promjera oko 17 km, te Rima Birt.
Sjeveroistočno od ove rime je krater Alpetragius, a istočno krater Thebit.